# Pescada-amarela

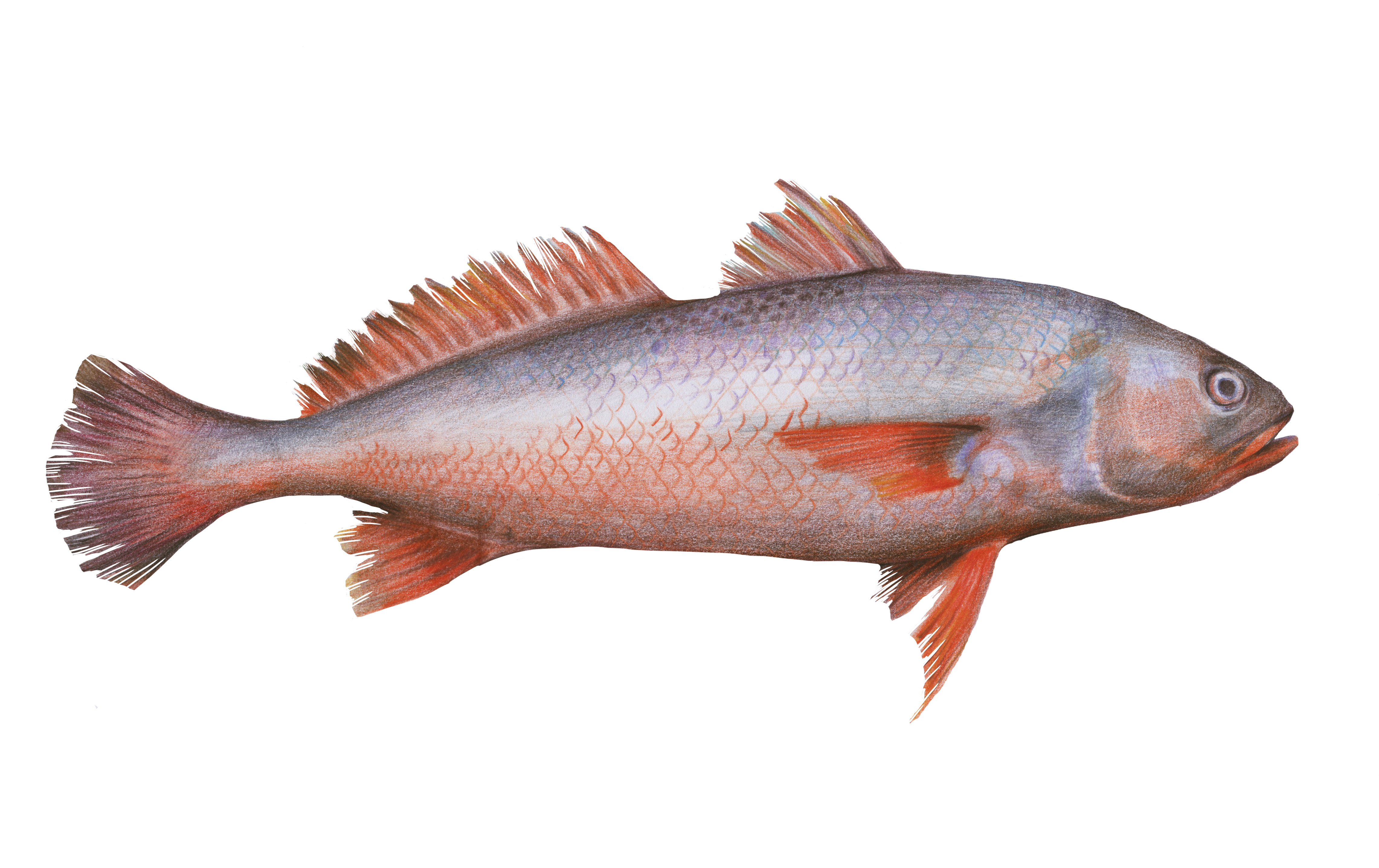
Desenho a lápis da pescada amarela

A pescada-amarela (Cynoscion acoupa) é uma espécie de peixe pescada. Tais animais chegam a medir até 1,30 m de comprimento, possuindo o corpo alongado, prateado no dorso, amarelado no ventre e nadadeiras claras. Também são conhecidos pelos nomes de calafetão, cambucu, cupa, guatupuca, pescada-cascuda, pescada-de-escama, pescada-dourada, pescada-ticupá, pescada-verdadeira, tacupapirema, ticoá, ticupá e tucupapirema.